# Campeonato Africano de Atletismo de 1985
A 4ª edição do Campeonato Africano de Atletismo foi organizado pela Confederação Africana de Atletismo no período de 15 a 18 de agosto de 1985 no Estádio Internacional do Cairo, em Cairo, no Egito. Foram disputadas 40 provas, num total de 324 atletas de 24 nacionalidades. 

## Medalhistas

### Masculino
| Evento                  | Ouro                                     | Ouro     | Prata                            | Prata    | Bronze                                   | Bronze   |
| ----------------------- | ---------------------------------------- | -------- | -------------------------------- | -------- | ---------------------------------------- | -------- |
| 100 metros              | Chidi Imo · Nigéria                      | 10.22    | Charles-Louis Seck · Senegal     | 10.37    | Victor Edet · Nigéria                    | 10.44    |
| 200 metros              | Simeon Kipkemboi · Quênia                | 20.82    | Innocent Egbunike · Nigéria      | 20.85    | Alfred Nyambane · Quénia                 | 20.92    |
| 400 metros              | Innocent Egbunike · Nigéria              | 45.22    | Gabriel Tiacoh · Costa do Marfim | 45.44    | David Kitur · Quénia                     | 46.01    |
| 800 metros              | Sammy Koskei · Quénia                    | 1:45.30  | Moussa Fall · Senegal            | 1:45.95  | Juma Ndiwa · Quénia                      | 1:46.67  |
| 1 500 metros            | Omer Khalifa · Sudão                     | 3:37.74  | Abdi Bile · Somália              | 3:38.19  | Joseph Chesire · Quénia                  | 3:38.72  |
| 5 000 metros            | Wodajo Bulti · Etiópia                   | 14:40.12 | Paul Kipkoech · Quénia           | 14:43.05 | John Ngugi · Quénia                      | 14:44.33 |
| 10 000 metros           | Wodajo Bulti · Etiópia                   | 28:22.43 | Kipsubai Koskei · Quénia         | 28:26.63 | Paul Kipkoech · Quénia                   | 28:29.64 |
| Maratona                | Ahmed Salah · Djibouti                   | 2:23:01  | Kebede Balcha · Etiópia          | 2:24:31  | Dereje Nedi · Etiópia                    | 2:25:41  |
| 110 metros barreiras    | René Djédjémel Mélédjé · Costa do Marfim | 14.14    | Ikechukwu Mbadugha · Nigéria     | 14.47    | Hisham Mohamed Makin · Egito             | 14.52    |
| 400 metros barreiras    | Amadou Dia Bâ · Senegal                  | 48.29    | Henry Amike · Nigéria            | 49.16    | René Djédjémel Mélédjé · Costa do Marfim | 49.59    |
| 3 000 metros obstáculos | Julius Kariuki · Quénia                  | 8:20.74  | Joshua Kipkemboi · Quénia        | 8:21.70  | Féthi Baccouche · Tunísia                | 8:38.94  |
| 4×100 metros estafetas  | Nigéria                                  | 39.28    | Quénia                           | 39.91    | Argélia                                  | 40.14    |
| 4×400 metros estafetas  | Quénia                                   | 3:01.86  | Nigéria                          | 3:05.51  | Senegal                                  | 3:07.94  |
| 20 km marcha            | Abdelwahab Ferguène · Argélia            | 1:33:28  | Shemsu Hassan · Etiópia          | 1:42:26  | Abderrahmane Djebbar · Argélia           | 1:49:26  |
| Salto em altura         | Moussa Sagna Fall · Senegal              | 2.17     | Ogmore Okoro · Nigéria           | 2.17     | Khalid Koughbar · Marrocos               | 2.11     |
| Salto à vara            | Choukri Abahnini · Tunísia               | 4.60     | Mourad Mahour Bacha · Argélia    | 4.50     | Youssef Qortobi · Marrocos               | 4.50     |
| Salto em comprimento    | Paul Emordi · Nigéria                    | 7.90     | Joseph Kio · Nigéria             | 7.81     | Mustapha Benmrah · Marrocos              | 7.56     |
| Triplo salto            | Paul Emordi · Nigéria                    | 16.56    | Joseph Kio · Nigéria             | 16.26    | Mamadou Diallo · Senegal                 | 16.17    |
| Lançamento do peso      | Ahmed Mohamed Ashoush · Egito            | 19.34    | Ahmed Kamel Shata · Egito        | 19.23    | Mohamed Fatihi · Marrocos                | 17.40    |
| Lançamento do disco     | Christian Okoye · Nigéria                | 63.56    | Mohamed Naguib Hamed · Egito     | 62.24    | Hassan Ahmed Hamad · Egito               | 55.38    |
| Lançamento do martelo   | Hakim Toumi · Argélia                    | 70.56    | Yacine Louail · Argélia          | 61.30    | Ahmed Ibrahim Taha · Egito               | 61.54    |
| Lançamento do dardo     | Ahmed Mahour Bacha · Argélia             | 80.04    | Mongi Alimi · Tunísia            | 75.30    | Justin Arop · Uganda                     | 74.60    |
| Decatlo                 | Mourad Mahour Bacha · Argélia            | 6712     | Abu El Makarem El Hamd · Egito   | 5642     | Landry Nzambé-Busugu · Gabão             | 5259     |

### Feminino
| Evento                 | Ouro                           | Ouro     | Prata                           | Prata    | Bronze                               | Bronze  |
| ---------------------- | ------------------------------ | -------- | ------------------------------- | -------- | ------------------------------------ | ------- |
| 100 metros             | Rufina Uba · Nigéria           | 11.61    | Doris Wiredu · Gana             | 11.82    | Lynda Eseimokumo · Nigéria           | 11.86   |
| 200 metros             | Rufina Uba · Nigéria           | 23.79    | Mary Onyali · Nigéria           | 23.98    | Martha Appiah · Gana                 | 24.10   |
| 400 metros             | Kehinde Vaughan · Nigéria      | 53.33    | Doris Wiredu · Gana             | 53.62    | Grace Bakari · Gana                  | 53.72   |
| 800 metros             | Selina Chirchir · Quénia       | 2:03.70  | Mary Chemweno · Quénia          | 2:04.58  | Fatima Aouam · Marrocos              | 2:04.91 |
| 1 500 metros           | Mary Chemweno · Quénia         | 4:17.90  | Fatima Aouam · Marrocos         | 4:19.11  | Hellen Kimaiyo · Quénia              | 4:22.85 |
| 3 000 metros           | Hellen Kimaiyo · Quénia        | 9:18.53  | Hassania Darami · Marrocos      | 9:19.82  | Regina Chemeli · Quénia              | 9:20.62 |
| 10 000 metros          | Hassania Darami · Marrocos     | 35:09.68 | Karima Farag Mohamed · Etiópia  | 44:01.32 |                                      |         |
| 100 metros barreiras   | Maria Usifo · Nigéria          | 13.52    | Cécile Ngambi · Camarões        | 13.81    | Albertine Koutouan · Costa do Marfim | 14.27   |
| 400 metros barreiras   | Nawal El Moutawakil · Marrocos | 56.00    | Maria Usifo · Nigéria           | 57.02    | Marie Womplou · Costa do Marfim      | 59.85   |
| 4×100 metros estafetas | Gana                           | 45.08    | Nigéria                         | 45.45    | Costa do Marfim                      | 46.98   |
| 4×400 metros estafetas | Nigéria                        | 3:36.13  | Quénia                          | 3:39.66  | Gana                                 | 3:42.32 |
| Salto em altura        | Awa Dioum-Ndiaye · Senegal     | 1.76     | Kawther Akrémi · Tunísia        | 1.76     | Lucienne N'Da · Costa do Marfim      | 1.70    |
| Salto em comprimento   | Marianne Mendoza · Senegal     | 6.15     | Grace Armah · Gana              | 6.01     | Caroline Nwajei · Nigéria            | 6.00    |
| Arremesso de peso      | Souad Malloussi · Marrocos     | 15.20    | Agnès Tchuinté · Camarões       | 14.74    | Odette Mistoul · Gabão               | 14.54   |
| Lançamento do disco    | Zoubida Laayouni · Marrocos    | 51.80    | Mariette Van Heerden · Zimbabwe | 50.14    | Aïcha Dahmous · Argélia              | 48.84   |
| Lançamento do dardo    | Agnès Tchuinté · Camarões      | 54.00    | Samia Djémaa · Argélia          | 50.50    | Samira Benhamza · Marrocos           | 49.32   |
| Heptatlo               | Chérifa Meskaoui · Marrocos    | 5294     | Nacèra Achir · Argélia          | 5286     | Yasmina Azzizi · Argélia             | 4909    |

## Quadro de medalhas
| Ordem | País            | Medalha de ouro | Medalha de prata | Medalha de bronze | Total |
| ----- | --------------- | --------------- | ---------------- | ----------------- | ----- |
| 1     | Nigéria         | 11              | 10               | 3                 | 24    |
| 2     | Quénia          | 7               | 6                | 8                 | 21    |
| 3     | Marrocos        | 5               | 2                | 6                 | 13    |
| 4     | Argélia         | 4               | 4                | 4                 | 12    |
| 5     | Senegal         | 4               | 2                | 2                 | 8     |
| 6     | Etiópia         | 2               | 3                | 1                 | 6     |
| 6     | Egito           | 1               | 3                | 3                 | 7     |
| 8     | Gana            | 1               | 3                | 1                 | 7     |
| 9     | Tunísia         | 1               | 2                | 1                 | 4     |
| 10    | Camarões        | 1               | 2                | 0                 | 3     |
| 11    | Costa do Marfim | 1               | 1                | 5                 | 7     |
| 12    | Djibouti        | 1               | 0                | 0                 | 1     |
| 12    | Sudão           | 1               | 0                | 0                 | 1     |
| 14    | Somália         | 0               | 1                | 0                 | 1     |
| 14    | Zimbabwe        | 0               | 1                | 0                 | 1     |
| 16    | Gabão           | 0               | 0                | 2                 | 2     |
| 17    | Uganda          | 0               | 0                | 1                 | 1     |